# Conga (instrumento musical)

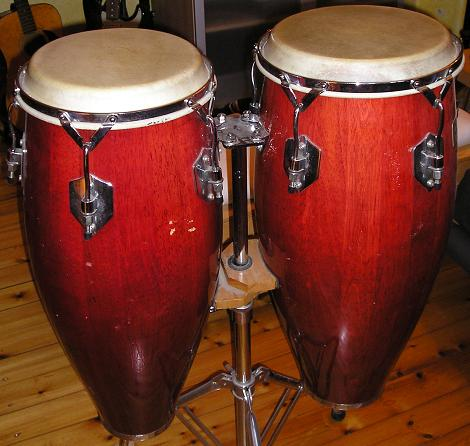
Congas

La conga, también denominada tumbadora, es un instrumento musical de percusión membranófono de raíces africanas, que fue desarrollado en Cuba. Además de su importancia dentro de la percusión en la música afrocubana, la conga se convirtió en un instrumento fundamental en la interpretación de otros ritmos «latinos» como la salsa, el merengue y la timba cubana. El músico que toca la conga se denomina conguero.

## Historia
La conga tiene su origen en los tambores africanos hechos a partir de un tronco sólido ahuecado y con una piel clavada sobre la abertura de un extremo. El tambor de makuta, de origen bantú, ha sido identificado como un posible antepasado. Otro antiguo nombre dado por los nativos africanos a este instrumento fue «tahona». Luego se le llamó «tumba», palabra derivada de la lengua bantú. Posteriormente, se emplearon nombres como «salidor», «3-2» y «quinto».
A pesar de ese fuerte y remoto parentesco de África, el desarrollo de las congas no hubiera sido posible sin la técnica de fabricación y materiales de los europeos. Tal es el caso de los barriles de vino, que fueron utilizados como «cuerpo» de tambores en diferentes partes de América.
A partir de los años 1940 se popularizó el uso del vocablo criollo afrocubano «conga» para designar ese instrumento, coincidiendo con el apogeo alcanzado en el mundo por los ritmos cubanos como la conga y posteriormente el mambo.
Con el paso del tiempo, las congas han sufrido diversos cambios tanto en su constitución como en la manera de ser ejecutadas. En Cuba, inicialmente, las tumbadoras desempeñaron un papel mayormente folclórico. Cuando la rumba surgió en La Habana y en Matanzas, se tocaba inicialmente con barriles de bacalao y de velas, que después se transformaron en los llamados cajones. Posteriormente esos instrumentos improvisados fueron siendo remplazados (al menos parcialmente) por «prototipos» de tumbadoras.
Estos modelos rudimentarios de la tumbadora tenían una forma parecida a la que presentan hoy en día pero era todavía un tambor muy sencillo, comprendido únicamente por el «vaso» y el cuero. El cuero o parche que era sujetado a la boca de la conga con clavos y se afinaba acercándolo al fuego, ya que no existían los «herrajes», Los herrajes de afinación de las congas aparecieron en los años 1940 siendo esta mejora atribuida al músico Patato Valdés.[cita requerida]
Arsenio Rodríguez se presentó como el primer músico en incorporar la conga o «tambó» a las orquestas de baile. En los años 1940, Cándido Camero agregó un segundo tambor a la conga, convirtiéndose así en el primer percusionista en tocar con dos y quien consagró el uso del par de congas como norma.[cita requerida]

## Características

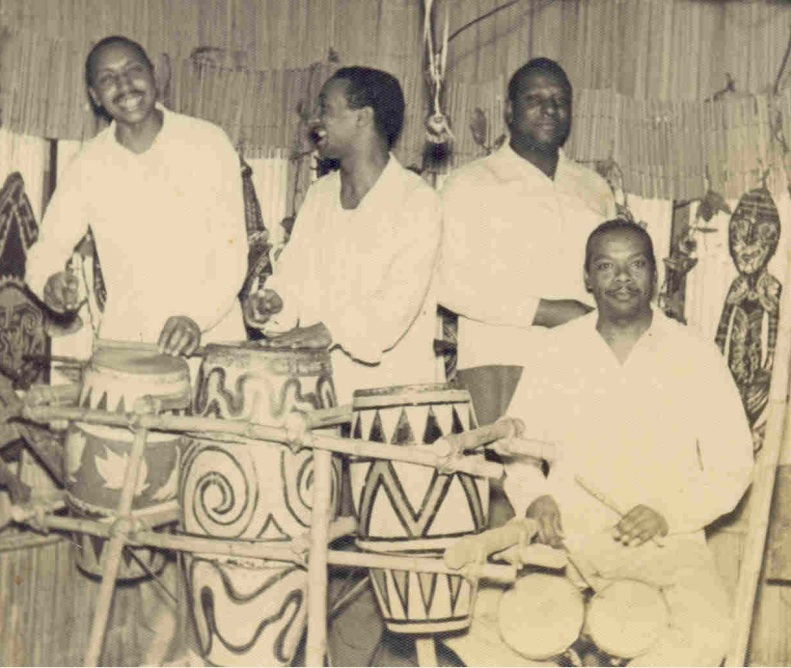
Conjunto de música tropical Los Guayacanes, integrados por afroargentinos. Obsérvese la modalidad de ejecución de la conga con dos baquetas. Foto Efros, 1957, Olivos (Buenos Aires).

Las congas se tocan con golpes directos de las manos. En casos muy particulares, se tocan con baquetas. Como en la mayoría de los membranófonos latinoamericanos que han perdurado, el parche originalmente estaba hecho de cuero natural, aunque actualmente también se fabrican sintéticos ya que estos últimos son más resistentes, los sonidos son más fáciles de obtener y su afinación se altera mucho menos por efecto del cambio de temperatura. No obstante, ambos tipos de parches tienen sus pros y sus contras.
Las congas se construyen de distintos tipos de materiales. El más utilizado es la madera, pero las hay hechas de fibra de vidrio. También existen modelos hechos en metal. Los manufactureros más conocidos son Latin Percussion, Meinl Percussion, y Pearl.
El conguero puede tocar sentado o de pie. Es habitual que la conga se presente por pares sobre un trípode, como ocurre con los timbales, aunque también las podemos encontrar con un formato de tres, cuatro, cinco y hasta seis congas, pero no es tan habitual.

## Técnica
Toque con una mano:
- 1. Tono abierto
- 2. Tono ahogado o apagado
- 3. Tono seco abierto
- 4. Tono seco tapado
- 5. Tono seco cerrado
- 6. Tono bajo de palma
- 7. Tono de talón de mano
- 8. Toque de punta de mano
- 9. Tono de uñas
- 10. Tono deslizado

Toque combinado:
- 1. Tono seco presionado (una mano toca y mientras otra presiona el parche)
- 2. Manoteo con palma y dedos
- 3. Manoteo con talón de mano y dedos
- 4. Deslizado (un dedo desliza y mientras una mano presiona)

En la escritura musical, cada uno de estos golpes tiene un símbolo que lo representa. La técnica de la conga es muy amplia y dominarla requiere de tiempo, paciencia y disciplina. A lo largo de los años, esta técnica se ha desarrollado de tal manera que actualmente las tumbadoras pueden desempeñar un papel protagonista dentro de una orquesta musical o incluso sin ella; y esto se debe a los famosos solos o «descargas». En estas demostraciones de virtuosismo, juegan un papel destacado los redobles, flamadiles y paradiles, que son rudimentos propios de la batería pero que con el tiempo se han aplicado a las timbas.
Desafortunadamente, ejecutar estas técnicas encima de un cuero directamente con las manos requiere mucho más esfuerzo que con baquetas. Por lo tanto, exige más práctica y horas de ensayo continuo. Además, se podría decir que la morfología de las manos debe alterarse, y esto ocurre solo a través de la práctica continua. Esto último se refleja en palmas más «acolchonadas» y dedos callosos, así como tendones y músculos estirados. Estas características, que en cierta medida posibilitan la ejecución del instrumento, se irán obteniendo a medida que se practique con rigor y esfuerzo.

## Tipos de congas
Hay hasta cinco tipos de congas, que se diferencian por su tamaño y su afinación. De más agudo a más grave, son éstas:
- Requinto: conga de cuerpo delgado de afinación muy aguda, aún más alta que la del quinto. Su función en la rumba es improvisar.
- Quinto: conga de cuerpo delgado de afinación aguda. Por lo general, presenta un diámetro de 11 pulgadas. 
  - Como hace el percusionista Giovanni Hidalgo, ambas también son utilizadas a manera de cencerro, habiendo ya desarrollado la independencia de ese instrumento musical, útil para marcar el tiempo.
- Macho, 3-2 o conga: de cuerpo mediano, se puede afinar de dos formas: una es más aguda para poder tocar como tumbadora central en formato de dos congas o más; la otra es más grave para poder tocar únicamente esa tumbadora en la rumba. Su diámetro es de 11,75 pulgadas.
- Hembra o tumbadora: de afinación grave y diámetro de 12,50 pulgadas. Presenta un cuerpo más ancho.
- Retumbadora o mambisa: es la más grave y posee el cuerpo más ancho de todas.

Normalmente nos encontramos el formato de conga y tumba o el de quinto y conga. En el caso de utilizar tres, lo más habitual es el formato de quinto, conga y tumba.

## Congueros
Entre los pioneros tenemos a: Cándido Camero, Patato Valdés, Chano Pozo, Tata Güines y José Luis Quintana «Changuito». Estos primeros congueros crearon la base sobre la que se construiría la forma actual de ejecutar este instrumento.
También han realizado importantes aportes a la música afrocubana los congueros Poncho Sánchez, Mongo Santamaría, Tata Güines, Changuito, Ray Barretto, Giovanni Hidalgo.[cita requerida]
Rodolfo Aicardi fue de los pocos artistas que mostró su versatilidad al tocar este instrumento y otros más. Incluso se tiene pruebas de ello.